# Tatort: Söhne und Väter
Söhne und Väter ist ein Fernsehfilm aus der Krimireihe Tatort, der erstmals am 29. Januar 2017 in der ARD und im SRF 1 ausgestrahlt wurde. Es ist die 1009. Folge der Reihe und der sechste Fall des von Devid Striesow und Elisabeth Brück dargestellten Ermittlerduos Stellbrink und Marx. Regie führte zum vierten Mal in der Filmreihe Zoltan Spirandelli, der auch gemeinsam mit Michael Vershinin das Drehbuch schrieb.

## Handlung
Die Jugendlichen Karim Löscher, Enno Bartsch und Pascal Weller dringen nachts in das Leichenhaus eines Bestatters ein, in dem ihr kürzlich verstorbener Berufsschullehrer Dirk Rebmann liegt. Sie holen den Leichnam aus dem Kühlraum und stecken ihm ein Schweineschwänzchen in den Anus, amüsieren sich darüber und filmen das Ganze. Enno ist so betrunken, dass er auf einer der Liegen einschläft; die beiden anderen lassen ihn dort liegen.
Am nächsten Morgen wird Enno tot im Kühlraum aufgefunden. Eine weitere Auffälligkeit ist das Schweineschwänzchen, jetzt aber in einem Mülleimer. Rebmanns Leiche weckt zunächst keinen Verdacht (da wieder zugedeckt), doch Kommissar Stellbrink fällt nun auf, dass der Körper des ehemaligen Tour-de-France-Etappensiegers, der angeblich an Herzversagen starb, für Tablettenvergiftungen typische Bläschen aufweist. Dies bestätigt sich bei der Autopsie, während die Todesursache von Enno Unterkühlung ist. Bald stößt Stellbrink auf das in der Schule schon im Umlauf befindliche Video und auf Ennos Freunde, die schließlich die Leichenschändung gestehen. Allerdings bestreiten sie vehement, Enno in den Kühlraum geschoben zu haben. Auch sagen sie, die Leiche nicht wieder in den ursprünglichen Zustand, in dem sie vorgefunden wurde, gebracht zu haben.
Enno war von der Schule verwiesen worden, weil er dort immer wieder betrunken ankam. Rebmann war derjenige, der ihm diese Entscheidung mitgeteilt hatte. Von seinem Vater wurde Enno regelmäßig geschlagen, besonders nachdem er von der Berufsschule geflogen war. Karim ist der Stiefsohn von Rebmann, zu dem er jedoch überhaupt kein gutes Verhältnis hatte. Er macht eine Ausbildung zum Koch; sein Ausbilder Jean Carlinó ist wie ein väterlicher Freund zu ihm. Karim war mit Pascal Wellers Schwester Rebecca liiert, bevor sein Stiefvater ihrem Vater Informationen über die Vergangenheit Karims als Kleinkrimineller zukommen ließ. Rebecca trennte sich daraufhin von ihrem Freund. Dieser berichtet ihr später von dem Plan, sich das Leben zu nehmen. Pascal Weller, der Sohn einer wohlhabenden Fleischerfamilie, der auch das Schweineschwänzchen für das Leichenhaus-Video besorgt hatte, gesteht, Drogen für Karim besorgt zu haben.
Es stellt sich heraus, dass Rebmann an einem Drogen-Medikamenten-Cocktail gestorben ist. Als das Rennrad gefunden wird, mit dem Rebmann am Tage seines Todes unterwegs war, findet man an der Fahrrad-Trinkflasche noch Spuren der Medikamente. Außerdem werden bei der Autopsie Lippenstiftspuren an dem Toten festgestellt.
Karim wird verdächtigt, seinen Stiefvater getötet zu haben, und verbringt eine Nacht in Polizeigewahrsam. Carlinó steigt währenddessen bei Ennos Vater Hermann Bartsch in die Wohnung ein, übt zunächst Ennos Handschrift und schreibt dann Ennos gesamtes Tagebuch ab, das dieser über die Misshandlungen durch seinen Vater verfasst hat. Er ergänzt es um eine scheinbar letzte Eintragung Ennos, Rebmann umgebracht zu haben. Dadurch soll der Mord dem toten Enno in die Schuhe geschoben werden. Nachdem Karim zunächst die Aussage verweigert hatte, beschuldigt er am nächsten Morgen Enno und erzählt der Polizei von dessen Tagebuch. Dieses Vorgehen hatte er zuvor mit Carlinó abgesprochen. Die Wohnung von Bartsch wird durchsucht und das Tagebuch gefunden. Stellbrink hat aber gleich den Verdacht, dass es gefälscht ist. Er besorgt sich eine Schriftprobe Ennos aus dessen ehemaliger Berufsschule und lässt sie von einem Sachverständigen auswerten.
Stellbrink stellt im Sekretariat der Schule auf einer Tasse Spuren vom gleichen Lippenstift fest, der auch am Leichnam Rebmanns gefunden worden war. Die Schulleiterin muss schließlich zugeben, vor zwei Jahren ein Verhältnis mit Rebmann gehabt zu haben. Dessen Ehe mit Karims Mutter sei unglücklich gewesen. In der Nacht sei sie am Leichenhaus vorbeigekommen und hineingegangen, da die Türe offen stand. Die Schändung der Leiche ihres ehemaligen Liebhabers habe sie so wütend gemacht, dass sie den schlafenden Enno in den Kühlraum geschoben habe.
Damit konfrontiert, das Tagebuch Ennos gefälscht zu haben, gesteht Carlinó selbst die Tötung Rebmanns. Stellbrink zweifelt dennoch an seiner Schuld. Es stellt sich heraus, dass Carlinó Krebs hat und vermutlich nicht mehr lange leben wird.
Stellbrink sucht Karim und seine Mutter auf und stellt eine Theorie auf, wie die Tat abgelaufen sein könnte: Karim will sich mit einem Mix aus Tabletten und den Drogen von Pascal das Leben nehmen. Dann ändert er seine Meinung und findet es richtiger, dass Rebmann, der für die Trennung von Rebecca verantwortlich gemacht wird, sterben soll. Als Karim diese Version bestreitet, präsentiert Stellbrink umgehend eine zweite Theorie: Die Mutter hat Karim bei seinem Suizidversuch ertappt; dieser läuft davon, und sie beschuldigt ihren heimkehrenden Mann, dass Karim sich seinetwegen umbringen wollte. Dieser tut das leichtfertig ab, und sie füllt den tödlichen Cocktail in dessen Trinkflasche. Karim und seine Mutter leugnen, dass es sich so zugetragen habe. Stellbrink schildert daraufhin das Schicksal, das Carlinó erwartet, worauf ihm Karim – als er schon im Gehen ist – gesteht, dass er seine Mutter allein mit dem Drogengemisch zurückgelassen hat. Daraufhin wird sie von der Polizei abgeführt. Carlinó hatte mit seinem falschen Geständnis erreichen wollen, dass „wenigstens sie ihm bleibt“, wenn er stirbt. Er wird freigelassen. Auf seine verächtliche Äußerung „Das haben Sie ja toll hingekriegt“ antwortet Stellbrink: „Ich bin für die Wahrheit zuständig, nicht für die Gerechtigkeit.“

## Hintergrund
Der Tatort Söhne und Väter wurde vom 23. Februar bis 22. März 2016 in Saarbrücken gedreht. Die Tatort-Folge ist eine Produktion der ProSaar Medienproduktion für den Saarländischen Rundfunk und Degeto Film.

## Rezeption

### Kritiken
Bei Prisma.de meinte Florian Blaschke, dieser Tatort warte auf: „Mit illustren Charakteren, die zwar immer wieder zum Lachen, aber nie einfach nur witzig sind. Und mit einer Geschichte, deren viele lose Enden das bieten, was man getrost Rätselspaß nennen darf – und einem Plot, der temporeich, durchdacht und wunderbar unterhaltsam ist. Und das, ohne die Portion Drama zu vernachlässigen, die ein guter Krimi eben braucht, die Spur zwischenmenschlicher Zerwürfnisse, die aus dem Leben manchmal Mord und Totschlag machen.“
Volker Bergmeister meinte auf tittelbach.tv: „Eine gut gebaute, nicht überfrachtete Geschichte mit Wendungen und Überraschungen, ein Kommissar, der nicht mehr verkrampft anders sein will, ohne auf einen individuellen Ermittlungsstil zu verzichten, eine Reihen-Figur, die endlich angekommen scheint: Der Saarbrücker ‚Tatort – Söhne und Väter‘ ist (...) klar inszeniert und mit einem stimmigen und stringent durchgezogenen Leitthema: Söhne und Väter – darüber kann man viel erzählen.“

„Möglichweise [sic] haben die Verantwortlichen im Sinn gehabt, vom Verschwinden männlicher Leitfiguren und der damit zusammenhängenden unterstellten Orientierungslosigkeit männlicher Heranwachsender zu berichten. Dafür bleiben die Figuren aber viel zu eindimensional. […] Der Plausibilitätsfaktor: Sehr gering. Diffuse Geschlechterbilder treffen auf dilettantische Forensikszenen.“

„Nach einigen Vollkatastrophen zu Beginn seiner Amtszeit ist Stellbrink auf Normaltemperatur runtergeregelt, ein sanfter, aber kein wunderlicher Kommissar. […] Jenseits von Stellbrink bleibt allerdings vieles abenteuerlich in dieser Geschichte um Väter und Ersatzväter und Söhne und Familienhöllen insgesamt. […] der Tatort bemüht sich derart beflissen um komödiantischen Charme, dass geradewegs Murks dabei herauskommt.“

„‚Söhne und Väter‘ ist nicht spektakulär, aber solide gemacht: Der neue Tatort des SR wird langsam erwachsen.“

### Einschaltquoten
Die Erstausstrahlung von Söhne und Väter am 29. Januar 2017 wurde in Deutschland von 9,65 Millionen Zuschauern gesehen und erreichte einen Marktanteil von 26,2 % für Das Erste. ORF In der Schweiz wurde der Tatort auf SRF 1 von 404.000 Zuschauern geschaut und erreichte einen Marktanteil von 22,8 %.